# Zebrasoma desjardinii
Zebrasoma desjardinii (Bennett, 1836) è un pesce perciforme di acqua salata, appartenente alla famiglia Acanthuridae.

## Descrizione

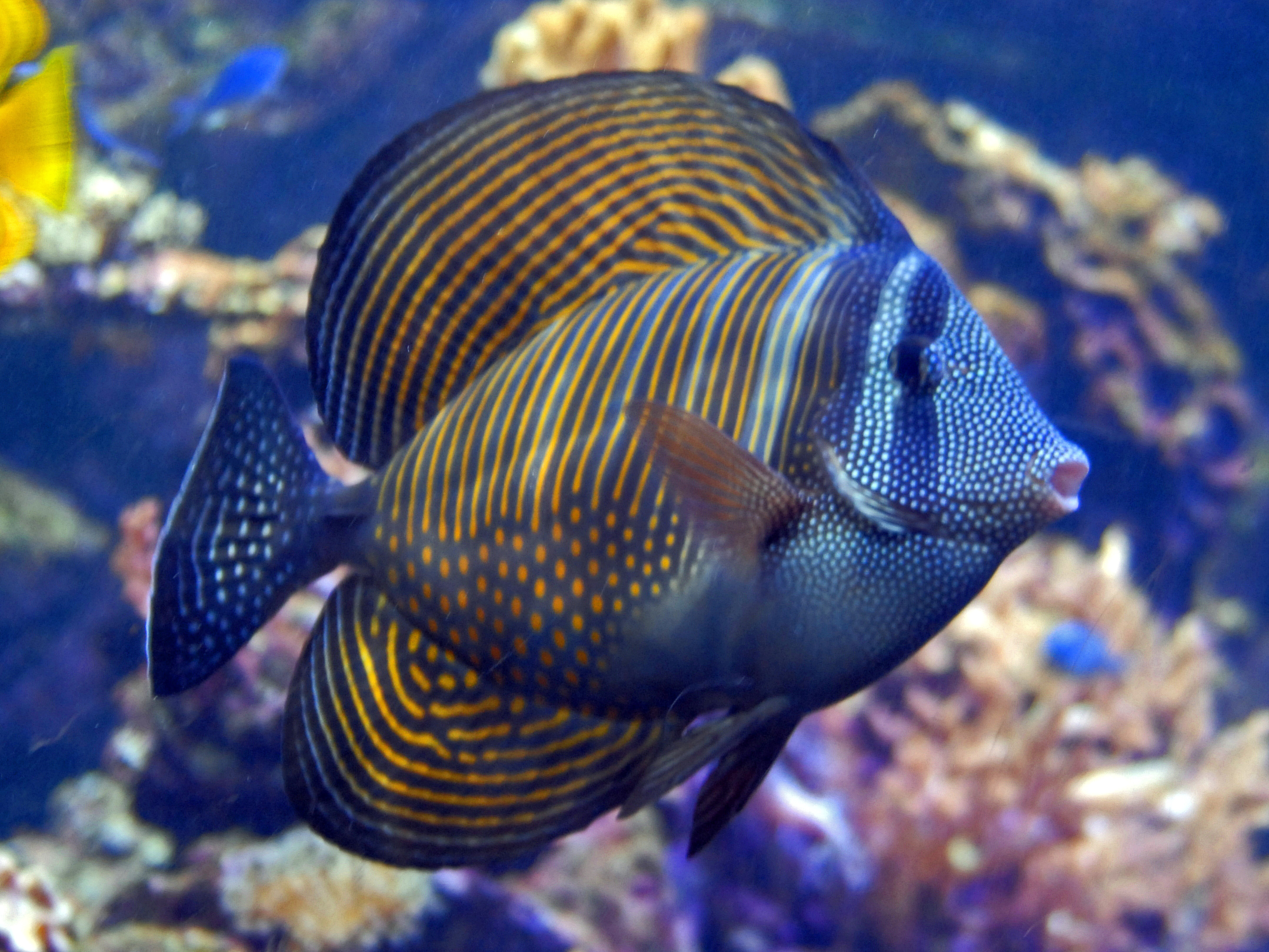
Un esemplare giovanile con le tipiche pinne larghe e arrotondate

Presenta un corpo allungato, molto compresso ai fianchi, con profilo romboidale, più alto sulla testa; ha un muso allungato. Le pinne anali e dorsali sono molto sviluppate negli esemplari giovanili, con l'età tendono ad abbassarsi. Vicino alla coda è posizionato il caratteristico "bisturi", lo strumento di difesa di tutti gli acanturidi. La sua livrea presenta un fondo variabile dal grigio al bruno, mentre la testa è tendente al bianco: numerose bande verticali scure corrono dal dorso, le prime due dei quali, più scure, solcano la testa, che è fittamente puntinata di giallo. Le restanti bande brune si fanno via via più sfumate all'avvicinarsi del peduncolo caudale, dove il bisturi è colorato di nero. Anche il resto del corpo è percorso da numerose linee sottili gialle, sovrastanti il resto della livrea. La pinna dorsale e l'anale sono brune, decorate da una fitta maglia di linee gialle a semicerchio, la pinna caudale è bruna, puntinata di giallo e orlata di bianco, le altre pinne sono giallobrune.

Raggiunge una lunghezza massima di 40 cm, ma la taglia più comune è di 32 cm.

## Biologia

### Alimentazione
Z. desjardinii si procaccia il cibo brucando tra gli anfratti rocciosi alghe filamentose, plancton e altri microrganismi aiutandosi con il muso affusolato.

### Comportamento
Gli esemplari giovani hanno vita solitaria ma una volta adulti tendono a vivere in coppie.

## Distribuzione e habitat
Questa specie è diffusa lungo le coste e i reef del Mar Rosso e dell'Africa orientale, in acque che non superano i 30 m di profondità.

## Acquariofilia
Come molti Acanthuridae è un ospite molto apprezzato negli acquari pubblici e privati: essendo un grande nuotatore necessita di vasche piuttosto grandi. Dopo un periodo di ambientazione mostra un'indole pacifica, trascorrendo il suo tempo a pascolare sulle rocce e tra i coralli.